# 해빈 (가수)
해빈(본명: 한예서, 1995년 8월 16일 ~ )은 대한민국의 가수이자 배우이다. 과거 걸 그룹 구구단의 일원으로 활동했다.

## 학력[1]
- 반여초등학교 (졸업)
- 반여중학교 (졸업)
- 대명여자고등학교 (졸업)

## 음반 작품

### 솔로
- "Forever Love" (2016, 낭만닥터 김사부 OST)
- "Everyday" (2017, 이번 생은 처음이라 OST)
- “길에서” (2018, 라디오 로맨스 OST)
- “그때부터” (2019, 붉은달 푸 른해 OST)

## 출연 작품

### 뮤지컬
- 《몬테크리스토》 (2016-2017) - 발렌타인 역